# Cetatea Stahleck
Cetatea Stahleck este amplasată pe malul stâng de pe cursul mijlociu al Rinului, districtul Mainz-Bingen, landul Rheinland-Pfalz, Germania.
Cetatea se află la 50 km sud de orașul Koblenz, în prezent fiind unul dintre cele mai frumoase locuri de cazare a tineretului (Jugendherberge). Cetatea este deschisă vezitatorilor oferind o panoramă frumoasă a Văii Rinului.
|  |